# Ekstraktion
Inden for kemi er ekstraktion (fra latin ex = ud og trahere = tage) en separationsproces, som består af separation af et stof fra en opløsning. Dette inkluderer væske-væske-ekstraktion og fastfase-ekstraktion, og går ud på at få stoffet fra den ene fase til den anden. Ekstraktioner benytter ofte to ublandbare faser til at separere et opløst stof fra en fase til en anden. Typiske ekstraktioner er eksempelvis organiske forbindelser fra en vandig fase til en organisk fase.
I nyere tid er man begyndte at bruge superkritisk kuldioxid, og der er udviklet metoder til ultrasonisk ekstraktion, varme reflux ekstraktion, mikrobølgebaseret ekstraktion og kontrollere tryktabs ekstraktion.

## Anvendelse
Ekstraktion benyttes til mange processer særligt i den kemiske industri særligt lægemiddelindustrien. Metoden bruges også til fremstilling af parfumeproducenter til at skaffe dufstoffer, eksempelvis rosenvand, og forskellige æteriske olier.
Kogende vand bruges til at ekstrahere smagsstoffer og koffein ud af teblade og kaffebønner. I laboratorieskala benyttes bl.a. soxhlet ekstraktion til fastfase ekstraktion.

## Yderligere læsning
- Gunt Hamburg, 2014, Thermal Process Engineering: Liquid-liquid extraction and solid-liquid extraction, see  Arkiveret 16. juni 2015 hos  Wayback Machine, accessed 12 May 2014.
- G.W. Stevens, T.C., Lo, & M. H. I. Baird, 2007, "Extraction, Liquid-Liquid", in Kirk-Othmer Encyclopedia of Chemical Technology, DOI: 10.1002/0471238961.120917211215.a01.pub2, see  Arkiveret 26. maj 2014 hos  Wayback Machine, accessed 12 May 2014.
- T. Voeste, K. Weber, B. Hiskey & G. Brunner, 2006, "Liquid–Solid Extraction", in Ullmann's Encyclopedia of Industrial Chemistry, DOI: 10.1002/14356007.b03_07.pub2, see  Arkiveret 26. maj 2014 hos  Wayback Machine, accessed 12 May 2014.
- R. J. Wakeman, 2000, "Extraction, Liquid-Solid", in Kirk-Othmer Encyclopedia of Chemical Technology, DOI: 10.1002/0471238961.1209172123011105.a01, see  Arkiveret 26. maj 2014 hos  Wayback Machine, accessed 12 May 2014.
- M.J.M. Wells, 2000, "Essential guides to method development in solid-phase extraction," in Encyclopedia of Separation Science, Vol. 10 (I.D. Wilson, E.R. Adlard, M. Cooke, and C.F. Poole, eds.), London:Academic Press, London, 2000, pp. 4636-4643.
- Colin Poole & Michael Cooke, 2000, Extraction, in Encyclopedia of Separation Science, 10 Vols., ISBN 978-0-12-226770-3, see  Arkiveret 12. maj 2014 hos  Wayback Machine, accessed 12. maj 2014.

| Kemi | Spire Denne artikel om kemi er en spire som bør udbygges. Du er velkommen til at hjælpe Wikipedia ved at udvide den. |